# Sabin Carr
Sabin William Carr (4. září 1904, Dubuque – 12. září 1983 Santa Barbara) byl americký atlet, který zvítězil na letních olympijských hrách 1928 ve skoku o tyči.

## Sportovní kariéra
V roce 1927 vytvořil světové rekordy ve skoku o tyči - v hale výkonem 429 cm a venku 427 cm. O tento rekord sice v roce 1928 přišel, zvítězil však na olympiádě v Amsterdamu v novém olympijském rekordu 420 cm.